# Розовый кварц
Ро́зовый кварц — разновидность кварца, выделяемая по розовому цвету, обусловленному изоморфными примесями Ti3+ c компенсацией Li+, Na+, H+.

## Свойства
Почти всегда в природе встречается в виде жильной или сливной аморфной массы.
Кристаллы с чёткими выраженными гранями встречаются редко, часто бывают мутными, с трещинами. На свету окраска бледнеет, пропадает при нагревании до 300 °C. На интенсивность цвета влияют примеси марганца, железа или титана. Встречаются отдельные экземпляры с проявлением эффекта астеризма (бегающие световые звёзды, появляющиеся на отполированной поверхности при хорошем освещении). Двупреломление +0,009. Дисперсия 0,013. Плеохроизм слабый в оттенках розового цвета. Присутствует слабая тёмно-фиолетовая люминесценция. Физические свойства аналогичны свойствам кварца.

## Применение

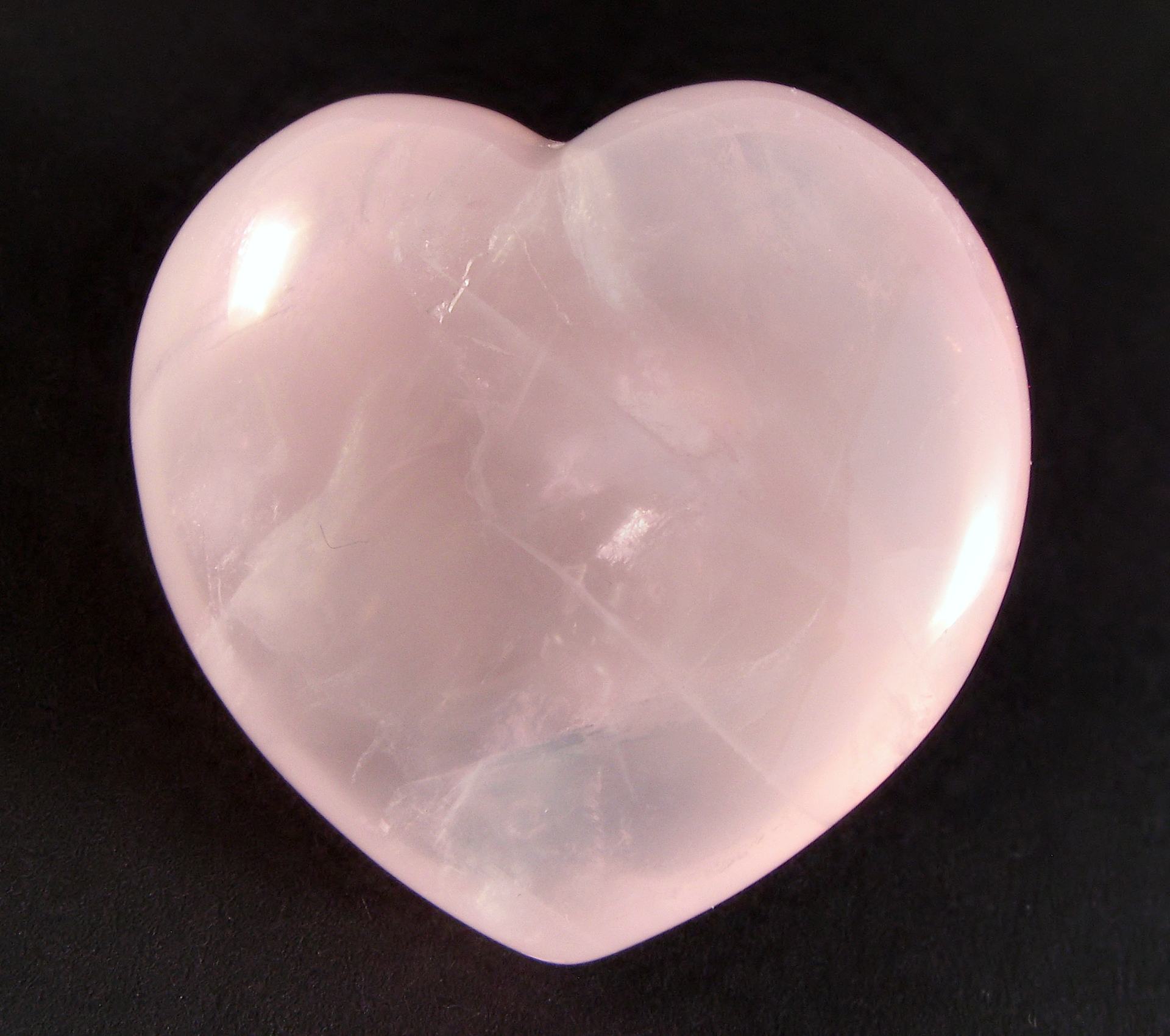
Изделие из розового кварца

Применяется в качестве поделочного камня и привлекает коллекционеров. Прозрачный розовый кварц, в отличие от обычного розового непрозрачного, весьма редок и используется как драгоценный камень в ювелирном деле.
Гранятся крупные прозрачные части камня, встречающиеся не часто и относящиеся к полудрагоценным ювелирным камням. Обычно встречаются непрозрачные, которые обрабатывают кабошоном. Из розового кварца изготавливают бусины, применяют как вставки в художественных изделиях.
В геммах используется редко из-за хрупкости.
Искусственно выращиваемый кварц окрашивают в розовый цвет добавлением примеси оксидов железа.
При долгом нахождении под прямым лучами солнца розовый кварц может выгореть и потерять уникальный нежный оттенок. Также причиной потери первоначального цвета минерала может служить высокая температура и повышенная влажность.